# Maurice Princet
Maurice Joseph Princet, né le 7 juillet 1875 à Igny (Haute-Saône) où il est mort le 8 avril 1968, est un mathématicien et actuaire, qui fut un témoin attentif de l'aventure du cubisme.

## Biographie
« J'ai assisté à la naissance du cubisme, à sa croissance, à son déclin. Picasso en fut l'accoucheur, Guillaume Apollinaire la sage-femme, Princet le parrain », explique Maurice Vlaminck. 
L'apport de Princet dans l'aventure du cubisme fut aussi majoré par Louis Vauxcelles et André Salmon, qui en firent l'initiateur de la quatrième dimension auprès des peintres. Pourtant, comme le note Jacob, « il y a fort peu de mathématiques dans le cubisme. Il est certain qu'on pourrait appliquer les paraboles arithmétiques mais en admettant que Princet les eût connues, Picasso aurait été bien en peine de les appliquer ».
Cependant, Maurice Princet, « le mathématicien du cubisme », témoin attentif dans l’aventure de ce courant a porté à la connaissance de Pablo Picasso le « Traité élémentaire de géométrie à quatre dimensions et introduction à la géométrie à n dimensions » (Gauthier-Villars, 1903) de Esprit Jouffret.  Une vulgarisation de Poincaré dans laquelle Jouffret décrit hypercubes et polyèdres dans quatre dimensions et projetés sur la page bidimensionnelle, a permis une influence et l'intégration graphique de principes géométriques très visibles dans ces œuvres picturales.
Installé à Montmartre, habitué du Bateau-Lavoir, il organise avec sa femme Alice des soirées où Apollinaire, Jacob et Picasso échangent diverses réflexions et s'adonnent à la volupté de l'opium et du haschich. En octobre 1907 son épouse Alice rencontre André Derain et le quitte. Devenu proche de Jean Metzinger, il participe ensuite aux réunions de Puteaux. Par ses connaissances en mathématiques, il est certainement d'un soutien intellectuel utile aux peintres qui, en détruisant la perspective, matérialisent un espace sujet à l'incompréhension. Il est sans doute à l'origine du rapprochement de leurs œuvres avec la Théorie de la relativité d'Einstein, qui fait parler Apollinaire de « quatrième dimension ». Il est probable qu'en faisant part de ses connaissances aux peintres, il précise leurs recherches, notamment celles de Picasso qui, à partir de 1912, fait cohabiter plusieurs espaces (cubiste et perspectif). Mais Princet a certainement plus d'affinités avec le groupe de la Section d'Or, alors passionné de sciences exactes et qui éprouve le besoin de justifier scientifiquement les directives du cubisme.
En février et mars 1912, la galerie Barbazanges organise organise la première exposition personnelle de Robert Delaunay, présentant 41 œuvres, dont quatre représentations de la tour Eiffel ; Marie Laurencin a également pu exposer certaines de ses œuvres et un petit catalogue a été édité avec un texte de Maurice Princet, huit illustrations et une liste des œuvres exposées. 
Durant toute la Première Guerre mondiale il est mobilisé, d'abord dans l'aviation, et libéré en 1919.
En 1935, il se convertit au catholicisme, de même que Max Jacob et Pierre Reverdy, et depuis s' est installé à Igny chez ses sœurs Marie Cécile et Jeanne.
Maurice Princet décédera en 1968 à Igny, en Haute-Saône,